# نادي دمياط
نادي دمياط الرياضي، هو نادي كرة قدم مصري مقره في دمياط، مصر. يلعب النادي حاليًا في دوري الدرجة الثالثة المصري، وهو رابع أعلى دوري في نظام الدوري المصري لكرة القدم.